# Маликов, Рустам Журснбекович
Рустам Журснбекович Маликов (род. 9 сентября 1992 года) — Заслуженный мастер спорта Республики Казахстан (армрестлинг), четырёхкратный чемпион мира.

## Биография
Живёт и тренируется в Усть-Каменогорске. Тренер — ЗТр РК Кыдырхан Сатыбалды.
На чемпионате Азии 2009 года в Ташкенте завоевал золотую медаль среди юниоров в категории до 60 кг и выиграл путевку на чемпионат мира в Венеции.
На чемпионате мира 2010 года в Лас-Вегасе, выступая в первенстве среди юниоров в категории до 60 кг, завоевал «серебро» — на левой руке и «бронзу» — на правой.
В августе 2011 года на чемпионате Азии в Гауохаде (Индия) стал чемпионом в категории до 60 кг.
На чемпионате мира 2011 года в Алматы первенствовал в категории до 60 кг на левых руках.
В 2012 году победил в нескольких международных турнирах в Швеции, Словаки, Италии, в очередной раз стал чемпионом Казахстана на турнире в Таразе, затем уверенно выиграл звание чемпиона Азии на соревнованиях в Иране.
На чемпионате мира 2012 года в Сан-Виценти (Бразилия) вновь победил в категории до 60 кг на левых руках, на правых руках был лишь пятым.
За эту победу Руслану было присвоено почётное звание «Заслуженный мастер спорта Республики Казахстан».
В ноябре 2012 года в Варшаве на Кубке мира по армрестлингу Рустам завоевал «золото» в весовой категории до 63 кг в борьбе на правой руке по армрестлингу и «серебро» — на левой.
Является студентом 2 курса факультета физической культуры и спорта ВКГУ, работает инструктором по спорту Усть-Каменогорского титано-магниевого комбината.